# Jasper Johns
Jasper Johns, född 15 maj 1930 i Augusta, Georgia, är en amerikansk konstnär, verksam i New York.

## Biografi
Jasper Johns utbildades vid University of South Carolina i Columbia i South Carolina 1947–1948.
Johns är tillsammans med Andy Warhol kanske den främste företrädaren för popkonsten och har en självklar plats i 1900-talets konsthistoria med sina vaxmålningar av amerikanska flaggor från 1950-talet. Dessa flaggor avbildade den amerikanska flaggan med vaxfärgens tjocka, måleriska yta ovanpå knappt urskiljbara tidningsurklipp. I sin samtid väckte de en debatt om huruvida en målning kunde vara det den föreställde. Kritiker påstod att Johns skändade flaggan, när konstnären själv menade att konstverket var flaggan.
Johns var inspirerad av dadaism och Marcel Duchamp. Johns är representerad vid bland annat Göteborgs konstmuseum och Moderna museet.